# USS LST-998
O USS LST-998 foi um navio de guerra norte-americano da classe LST que operou durante a Segunda Guerra Mundial.